# Klaas Zijp Mz.
Klaas Zijp Mz. (Twisk, 18 november 1810 - Twisk, 7 januari 1888) was een Nederlands politicus.

## Leven en werk
Zijp werd in 1810 geboren als zoon van de boer en latere burgemeester van Twisk Maarten Zijp en Grietje Spanjaard. Een groot deel van zijn leven was hij veehouder in Twisk en omgeving. Bij Koninklijk besluit van 20 augustus 1847 werd Zijp benoemd tot burgemeester van Twist, als opvolger van zijn overleden broer Jan.
Deze functie zou hij vervullen tot aan zijn overlijden in 1888. Per 11 mei 1853 werd hij tevens benoemd tot burgemeester van Abbekerk. Uit deze functie werd hij in 1880 op eigen verzoek eervol ontslagen om plaats te maken voor zijn zoon Jan die hem per 1 augustus 1880 opvolgde. Ook zijn kleinzoon en achterkleinzoon vervulden later dezelfde functie.
Op enig moment was hij lid van de Provinciale Staten van Noord-Holland.
Zijp trouwde in Westwoud op 5 mei 1833 met Trijntje Koster. Uit dit huwelijk werden zeven zoons en vijf dochters geboren. Hij overleefde vier van zijn zoons en al zijn dochters, evenals zijn eerste vrouw die in 1857 overleed. Op 22 april 1858 hertrouwde Zijp in Twisk met de 9 jaar jongere weduwe Aaltje Donker. Uit dit huwelijk is geen nageslacht bekend.